# De Uilenreeks

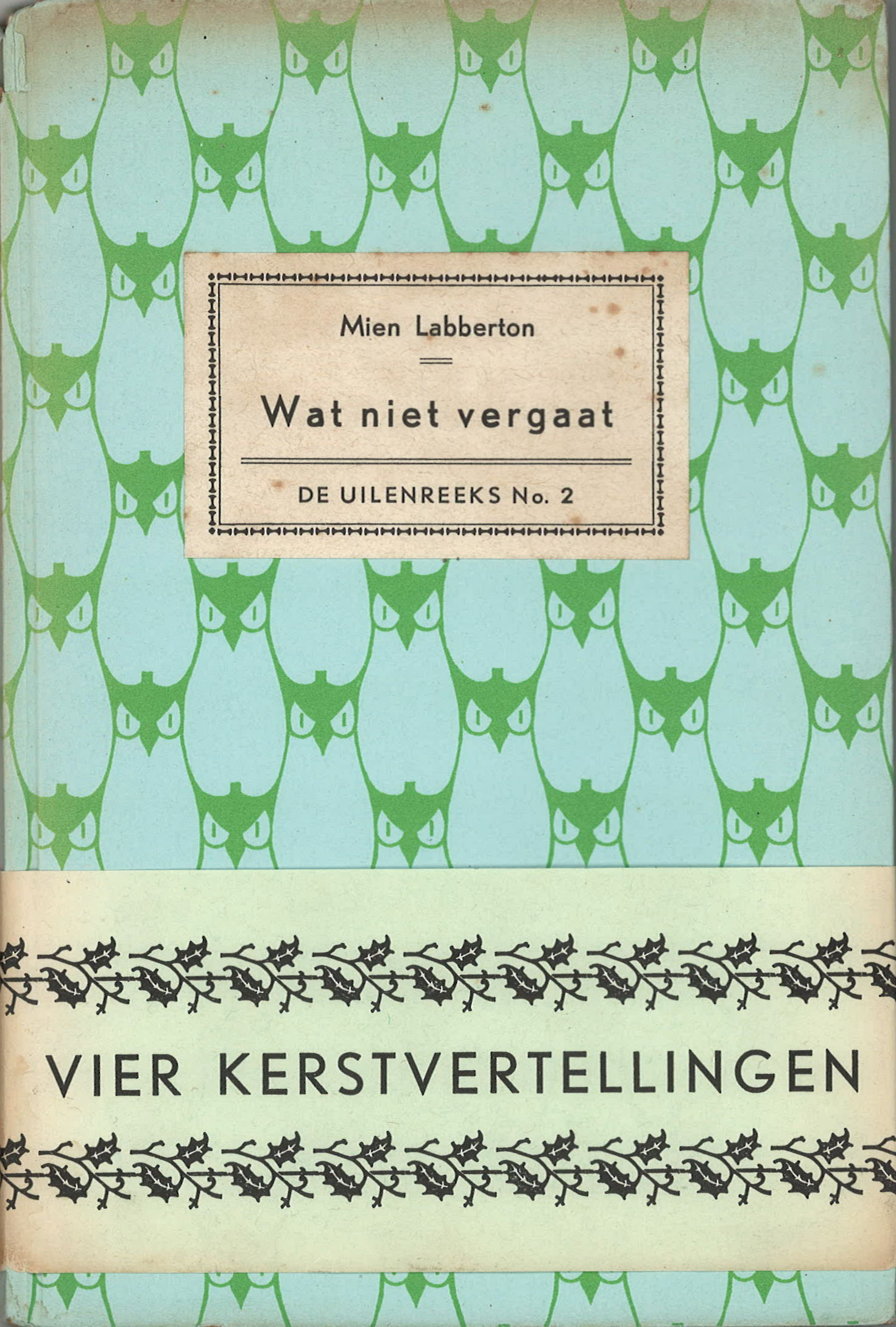
DU 2, Labberton: Wat niet vergaat, Bauchbinde

De Uilenreeks (Die Eulenreihe) war eine niederländische Buchreihe, deren Erstauflagen von dem 1934 in Amsterdam gegründeten Verlag Bigot en Van Rossum zwischen 1934 und 1947 mit 51 Titeln ediert wurden, wobei die Nummern von 1 bis 52, ohne die Nummer 15, reichen. Das Reihenprogramm enthielt vor allem niederländische Lyrik und Prosatexte, aber auch einige Übersetzungen international bekannter Autoren.

## Ausstattung und Preis der Reihenbände
Der Pappeinband der Reihe erinnert in seiner Gestaltung an die deutsche Insel-Bücherei (1912 ff.), vielleicht lieferte diese auch den Anstoß zur Reihenproduktion. Der Bucheinband trägt korrespondierend mit dem Reihennamen einfarbige stilisierte Eulen, die sich auf einem weißen oder farbigen Untergrund rapportartig wiederholen. Im Gegensatz zur Insel-Bücherei mit seinen vielfältigen Einbandvarianten, wurde für „De Uilenreeks“ nur ein Einbandmuster verwendet.
Autor und Buchtitel sind mit der Nummer des Reihenbands in einem Titelschild genannt. Das Rückenschild wiederholt teilweise auch nur den Titel. Das Ausgabejahr der Bändchen ist nur teilweise auf dem Titelblatt genannt. Dieses trägt auch das Verlagssignet von Bigot en van Rossum in Form einer Blume, die aus den beiden Initialen des Namens gebildet wird, und das Verlagsmotto „Boeken verrijken“ (Bücher bereichern).
Viele Bände erreichten mehrere Auflagen. In diesen Fällen können die Einbandfarben bei einem Titel von Auflage zu Auflage wechseln. Es wurden zu Werbezwecken auch so genannte Bauchbinden verwendet, z. B. bei der Erstauflage von DU 2.
Die Bändchen wurden zunächst für 0,75, später, mindestens ab DU 43, für 0,95 Gulden abgegeben.

## Titelschildvarianten
Das Titelschild wurde teilweise in schwarz/weiß aufgeklebt, teilweise auch in den Einbandfarben eingedruckt, war in diesem Fall also Teil des Einbandpapiers. Einzelne Titelschilder wurden auch mit Illustrationen, zumeist in den Einbandfarben, etwas aufwendiger gestaltet, wie bei DU 27, 30 oder 40.

Varianten der verwendeten Titelschilder
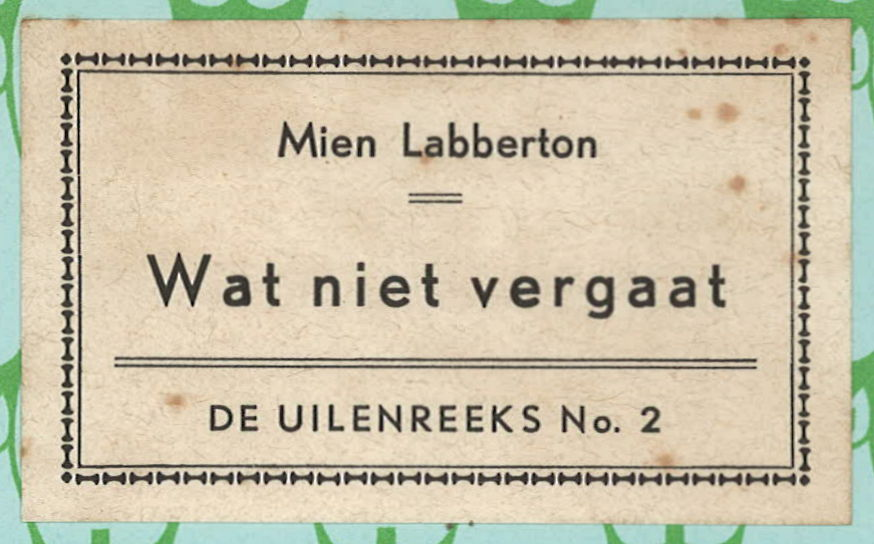
DU 2, Labberton: Wat niet vergaat, Titelschild aufgeklebt
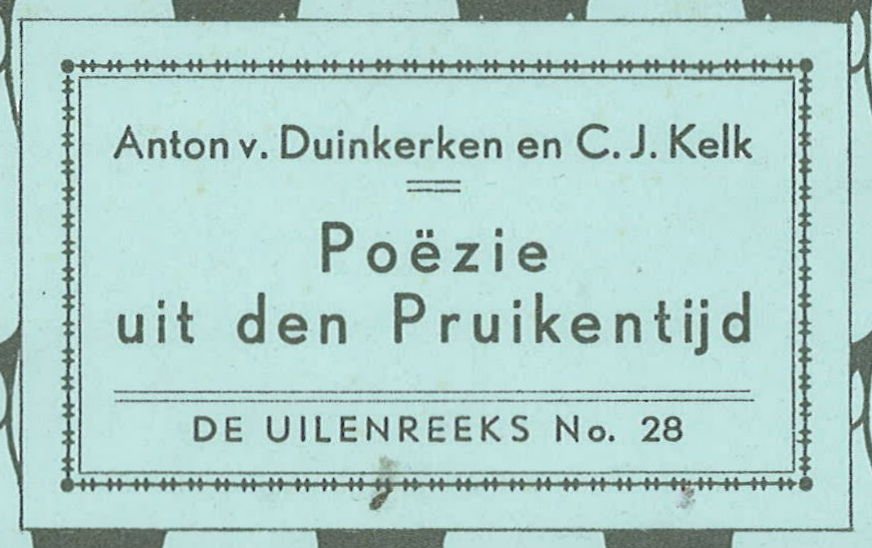
DU 28, Duinkerken/Kelk: Poëzie uit den Pruikentijd, Titelschild eingedruckt
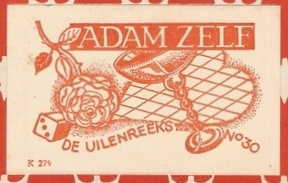
DU 30, Engelman: Adam, Titelschild mit Illustration

## Liste der Reihentitel
| DU-Nr. | Autor                                                                                                | Titel | Illustrator                | Seiten (EA) | Einbandfarbe (Untergrund / Eulenmuster) | Erstaus- gabejahr | Auflagen |
| 1      | C. [Cornelis] J. [Jan] Kelk, Halbo C. Koo (Hrsg.)                                                    | Nieuwste dichtkunst | -                          | 72          | gelb / grün                             | 1934              | 7        |
| 2      | Mien Labberton                                                                                       | Wat niet vergaat Was nicht vergeht | -                          | 78 Beilage  | hellblau / grün oliv / weiß             | 1934              | 9        |
| 3      | C. J. Kelk, Halbo C. Kool                                                                            | Middelnederlandsche lyriek | -                          | 78          | weiß / hellgrün                         | 1934              | 3        |
| 4      | J. Sjollema                                                                                          | Napelsgeel en hemelsblauw Neapelgelb und Himmelsblau | -                          | 59          | gelb / braun                            | 1934              | 2        |
| 5      | Raymond Herreman, Marnix Gijsen                                                                      | Vlaamsche Verzen van dezen tijd Flämische Verse aus heutiger Zeit                                                                                                  | -                          | 80          | weiß / braun                            | 1934              | 5        |
| 6      | Jeanna Oterdahl (Übersetzung: Ag. Lind)                                                              | Ruth, de kleine koningin | Co van Chevallier          | 54 Beilage  | helllila / ocker weiß / ocker           | 1934              | 5        |
| 7      | Ivan Boenin (Einleitung: Prof. Dr. S. Frank) (Übersetzung: Aleida Gerarda Schot, Bruno Oscar Becker) | De zaak Kornet Jelagin Die Sache „Kornett Jelagin“ | -                          | 62          | gelb / braun                            | 1934              | 3        |
| 8      | Friedrich Schiller (Übertragung: C. J. Kelk)                                                         | Wilhelm Tell | 4 s/w Tafeln               | 70          | weiß / lila                             | 1935              | 3        |
| 9      | Antoon Coolen                                                                                        | Peerke de Haas Der Hase Perke | -                          | 72          | ocker / weiß                            | 1935              | 4        |
| 10     | C. J. Kelk                                                                                           | Variatie op het thema Vrouw Variationen über das Thema Frau | -                          | 68          | weiß / blau                             | 1935              | 1        |
| 11     | Tony de Ridder                                                                                       | De overkant Die andere Seite | -                          | 84          | weiß / lila                             | 1935              | 5        |
| 12     | Aldous Huxley                                                                                        | De Gioconda glimlach. Het portret (vertaald door H. Balfoort) Das Lächeln der Gioconda                                                                             | -                          | 72          | blau / weiß gelb / rot                  | 1935              | 1        |
| 13     | Helma Wolf-Catz                                                                                      | Het gezin Die Familie | -                          | 84          | NN                                      | 1935              | 1        |
| 14     | Mien Labberton                                                                                       | Jeugd in de branding Jugend in der Brandung | -                          | 68          | weiß / rot rot / weiß                   | 1935              | 3        |
| 15     | NN                                                                                                   | NN | -                          | NN          | NN                                      | NN                | NN       |
| 16     | C. J. Kelk, Halbo Kool                                                                               | Moderne lyriek | -                          | 71          | rostrot / weiß                          | 1935              | 5        |
| 17     | Johan Wesselink                                                                                      | De zomertocht van den reus Die Sommertour des Riesen | -                          | 65          | grün / gelb                             | 1935              | 2        |
| 18     | Arthur Goldsteen (Einleitung: Richard Roland Holst)                                                  | Een Teekenaar door Iberië Ein Zeichner durch Sibirien | Zeichnungen                | 64          | ocker / weiß                            | 1935              | 1        |
| 19     | W. M. Garsjin                                                                                        | De roode bloem Die rote Blume | -                          | 79          | rostrot / weiß                          | 1935              | 1        |
| 20     | Corrie Jacobs, Tony de Ridder                                                                        | Het licht der wereld Das Licht der Welt | Clara van Mesdag           | 38          | rostrot / weiß                          | 1935              | 1        |
| 21     | Mien Labberton                                                                                       | Lichtende horizon Der helle Horizont | -                          | 91          | grün / weiß                             | 1935              | 5        |
| 22     | C. J. Kelk                                                                                           | Een kind van Uncle Sam | -                          | 61          | blau / weiß                             | 1936              | 1        |
| 23     | Tony de Ridder                                                                                       | Van den Akker | Ernst Schottelins (Fotos)  | 64          | preußischblau / weiß                    | 1936              | 1        |
| 24     | Anton van Duinkerken                                                                                 | Vondel’s Lyriek | -                          | 96          | weiß / dunkelblau                       | 1936              | 1        |
| 25     | Jan Poortenaar                                                                                       | Ons is gheboren | 21 mittelalterliche Bilder | 47          | rostrot / weiß                          | 1936              | 1        |
| 26     | Jeanna Oterdahl (Übersetzung: J. E. Schipper-Kuiper)                                                 | Het kind uit de diepte Das Kind aus der Tiefe | -                          | 52          | gelb / weiß grün / weiß                 | 1936              | 2        |
| 27     | Paul Guermonprez                                                                                     | Adams vijfde rib Adams fünfte Rippe | Leo Meter                  | 46          | weiß / grau                             | 1936              | 3        |
| 28     | Anton van Duinkerken, C. J. Kelk                                                                     | Poëzie uit den Pruikentijd Poesie aus der Perückenzeit | -                          | 78          | türkis / braun                          | 1936              | 1        |
| 29     | Helma Wolf-Catz                                                                                      | Een nacht | -                          | 93          | gelb / weiß                             | 1936              | 1        |
| 30     | Jan Engelman                                                                                         | Adam zelf de heeren der schepping op den keper bekeken Adam selbst, den Herrn der Schöpfung auf dem Köper betrachtet                                               | Lettie Nije                | 48          | rostrot / weiß                          | 1937              | 2        |
| 31     | Cornelis Veth                                                                                        | Gisteren en vandaag Gestern und heute | Lettie Nije                | unpaginiert | blau / weiß                             | 1937              | 1        |
| 32     | C.J. Kelk, Halbo Kool                                                                                | Stekelbaarzen en hekelvaerzen Stichlinge und Hekelvaerzen | -                          | 68          | hellblau / weiß                         | 1937              | 1        |
| 33     | Anton van Duinkerken                                                                                 | Twee vierkante meter Zwei Quadratmeter | -                          | 82          | grün / weiß                             | 1938              | 3        |
| 34     | Paul Guermonprez                                                                                     | Eva’s jongste dochter Evas jüngste Tochter | Leo Meter                  | 47          | weiß / violett                          | 1938              | 1        |
| 35     | Sinclair Lewis (Übersetzung: Edouard de Nève = Pseudonym von Willem Johan Marie Lenglet)             | Koninkje | -                          | 116         | braun / weiß                            | 1938              | 1        |
| 36     | J. P. H. Krijgsman                                                                                   | Een vlucht door zeven eeuwen poëzie Ein Flug durch sieben Jahrhunderte Poesie                                                                                      | -                          | 175         | NN                                      | 1938              | 2        |
| 37     | Henriëtte Mooij                                                                                      | Bij de bloemen Wenn die Blumen | -                          | 64          | NN                                      | 1939              | 2        |
| 38     | Henriette van Eyk                                                                                    | Het eenig echte Der einzig wahre | -                          | 58          | rostrot / weiß ocker / weiß             | 1939              | 2        |
| 39     | Mien Labberton                                                                                       | Geloof, Hoop, Liefde Glaube, Hoffnung, Liebe | -                          | 86          | blau / weiß                             | 1939              | 4        |
| 40     | Metty Naezer                                                                                         | Russische volksverhalen Russische Volksmärchen | Metty Naezer               | 55          | beige / weiß                            | 1939              | 1        |
| 41     | J.H. Speenhoff                                                                                       | De jonge schilders in een vrachtauto Die jungen Maler in einem LKW                                                                                                 | -                          | 72          | grau / weiß                             | 1940              | 1        |
| 42     | Jean Giraudoux (Übersetzung: Victor Emanuel van Vriesland)                                           | De Amoureuse Vergissing Der amouröse Fehler | -                          | 50          | grün / weiß                             | 1940              | 2        |
| 43     | C.J. Kelk, Halbo Kool                                                                                | De liefde zingt in verzen Liebe singt in Versen | -                          | 95          | lila / weiß lila / weiß                 | 1941              | 1        |
| 44     | Victor E. van Vriesland                                                                              | De potsenmaker van Onze Lieve Vrouw Der Possenreißer von Unserer Lieben Frau                                                                                       | Bob Buys                   | 46          | braun / weiß                            | 1941              | 1        |
| 45     | Franz Grillparzer                                                                                    | De arme speelman Der arme Spielmann | -                          | 62          | rosa / weiß                             | 1941              | 1        |
| 46     | Han G. Hoekstra                                                                                      | In de donkere dagen voor Kersttijd In den dunklen Tagen vor Weihnachten                                                                                            | -                          | 75          | rot / weiß                              | 1941              | 2        |
| 47     | P. H. Muller                                                                                         | „Toen dieren nog spraken“ Als die Tiere noch sprachen | -                          | 64          | blau / weiß                             | 1946              | 1        |
| 48     | Mary Dorna (Mary Jeanette Tenkink-Stoppelman)                                                        | "Mijn oom Ricardo" Mein Onkel Ricardo | -                          | 40          | blau / weiß                             | 1941              | 1        |
| 49     | Herluf Christiaan Joseph Aloysius van Lamsweerde (Herluf van Merlet)                                 | Adam en Eva voor den spiegel | Dik Lammers                | 37          | rostrot / weiß                          | 1941              | 1        |
| 50     | Hans Brandts Buys                                                                                    | Klein Geuzenliedboek Kleines Liederbuch der Geusen | Joop Löbler                | 45          | orangerot / weiß                        | 1941              | 1        |
| 51     | Omar Khayyam                                                                                         | Rubáiyat – vertaald, ingeleid en van aantekeningen voorzien door Johan van Schagen Umar – übersetzt, eingeführt und mit Anmerkungen versehen von Johan van Schagen | -                          | 64          | NN                                      | 1947              | 1        |
| 52     | Henriette van Eyk                                                                                    | Vader Valentijn viert feest Pater Valentin feiert | -                          | 45          | lila / weiß                             | 1947              | 1        |

## Nachauflagen anderer Verlage
Von mehreren Titeln erschienen Nachdrucke bis in jüngste Zeit bei anderen Verlagen. Die völlig neue Einbandgestaltung der teils broschierten Bändchen lässt aber keine Reihenzugehörigkeit erkennen.

## Kolibri-Reihe
Der Verlag gab als ähnlich aufgemachte Reihe De Kolibri von 1939 bis 1943 mit 3 Einzel- und einem Doppeltitel (No. 3/4) in Pappbänden mit Schutzumschlag heraus, so dass die Reihe auf 5 Nummern kam. Anstelle der Eulen fungierten rapportartig wiederholte einfarbige Kolibri-Paare auf hellem Grund als Einbandmotiv.